# タウニー・ロバーツ
タウニー・ロバーツ（Tawny Roberts、1979年3月18日 - ）は、アメリカ合衆国のポルノ女優。テキサス州ダラス出身。

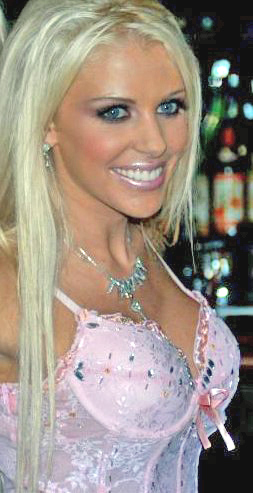
タウニー・ロバーツ